# Oligotrophus gnaphalii
Oligotrophus gnaphalii är en tvåvingeart som beskrevs av Jean-Jacques Kieffer 1909. Oligotrophus gnaphalii ingår i släktet Oligotrophus och familjen gallmyggor.
Artens utbredningsområde är Tyskland. Inga underarter finns listade i Catalogue of Life.